# 藤田亨
藤田 亨（ふじた とおる）は、日本の放送作家、テレビプロデューサー。株式会社フェイドイン創業者。

## 来歴
愛知県岡崎市出身。1975年、愛知県立岡崎高等学校卒業。1978年、青山学院大学経済学部在学中にあのねのねの清水國明の弟子となり、1980年コミックデュオグループ「あ」を結成。
パートナーは現在バブルガム・ブラザーズのBro.KONE（当時：近藤伸明）。グループ「あ」の解散後は『文化放送ライオンズナイター』のスポーツキャスターを務めた。
その後報道の世界へ入り、放送作家、プロデューサーとして夕方のニュース番組を中心に、ドキュメント、調査報道番組、報道特番など数多く手がける。ここ数年の日本テレビの報道特番の多くは、藤田が構成を担当しており、『NNN Newsリアルタイム』では青木が原樹海の自殺を業界で初めて取り上げ、『報道特捜プロジェクト』では「特命記者イマイ」の架空請求追及の番組を作った。また夕方のニュース企画でファンも多い「渋滞家族」「お母さんの財布」「人情家族の幸せ繁盛店」なども企画、プロデュースをしている。
2001年4月、番組制作スタッフの人材派遣、テレビ・ラジオ番組の企画・制作会社、有限会社フェイドインを設立。2017年に株式会社日テレ アックスオンが資本参加し、本店を港区に移転。社名を株式会社フェイドインに変更した。同社は日本テレビホールディングス グループ企業である。
2012年から15年まで青山学院大学経営学部非常勤講師として、企画作りを教える授業を担当。「学生による授業アンケート」で高評価を得、4年連続で学長表彰を受賞した。
日本テレビの報道番組、企画を3000本以上手がけた経験をもとに、2017年、KKロングセラーズから『「伝わるコトバ」の作り方』を上梓。本書は“「コトバ」と「発想」の教科書”として、企画書はもちろん、レポートや日々の会話にも使えるワザが数多く盛り込まれており、業界人はもちろんビジネスマンから学生まで幅広く支持されている。その後同書は、『「伝わる言葉」のつくり方 プロが使う秘密の法則』として装いを新たに2023年11月に出版された。
日本テレビの『真相報道 バンキシャ!』は2002年の番組立ち上げ時から2022年3月まで企画構成で携わり、現在『news every.』プロデューサー他さまざまな番組作りに携わっている。
2025年2月、自身が作詞作曲した『ザギンの女』（唄：ミラクルひかる）とそのアンサーソングである『ザギンのお客』（唄：市川九團次）をリリース。ウィットに富んだ歌詞と一度聞いたら忘れられないメロディが特徴で、昭和歌謡好きにはたまらない楽曲となっている（それぞれDAMとJOYSOUNDで配信中）。
出演番組
- ヤンヤン歌うスタジオ（東京12チャンネル）
- たのきん全力投球!（TBSテレビ）

ほか

## 構成番組
- 報道特捜プロジェクト（日本テレビ）
- 真相報道 バンキシャ!（日本テレビ）
- NNN ニュースプラス１（日本テレビ）
- NNN Newsリアルタイム（日本テレビ）
- news every.（日本テレビ）
- 「特命記者イマイ」（日本テレビ）※プロデュース兼務
- 「ずるい奴らを許すな！」目撃！Gメン 徹底追及スペシャル（日本テレビ）
- 「悪い奴らは 許さない！」直撃！怒りの告発スペシャル（日本テレビ）※プロデュース兼務
- 吉田照美のラジオなテレビ〜伝説のラジオ番組『セイ！ヤング』が一夜限りでBSに復活！〜（BS日テレ）
- 石川和男の危機のカナリア（BSテレ東）

ほか

## 著書
- 藤田亨『「伝わるコトバ」の作り方』KKロングセラーズ、2017年8月17日。ISBN 978-4845424030。

## 関連人物
- 清水國明
- あのねのね
- Bro.KONE
- バブルガム・ブラザーズ